# 要件
要件（ようけん）とは、重要な用件や大切な用件、あるいは必要な条件のことを指す。

## 法律
- 法律用語では法律要件、法律要件のことを単に「要件」と略すこともある。要件となっている事実を「要件事実」と言う。

## IT
「ソフトウェア要件」とは、あるソフトウェアに必要な機能や性能のこと。「システム要件」とは、あるシステム（情報システム）に必要な機能や性能のこと。
ソフトウェア開発やシステム開発においては、「要件定義」とは、そのソフトウェアやシステムに必要な機能や性能を明らかにしてゆく作業のこと。IT関係の開発では「上流工程」と呼ばれている作業・工程の一部にあたり、実際の具体的な開発作業（プログラミング言語を使ったコーディング作業など）や実装作業を始める前に行う作業のひとつ。
また「要件定義」は（開発依頼のあったソフトウェアやシステムについて）顧客が望んでいる機能や仕様などについて、その概略をまとめた文章・文書を指すこともある。ただしこうしたことをまとめた文書は通常は「要件定義書」と呼ばれる。
IT 関連項目
- 要求分析
- システム開発ライフサイクル